# Kalanchoe farinacea
Kalanchoe farinacea är en fetbladsväxtart som beskrevs av Isaac Bayley Balfour. Kalanchoe farinacea ingår i släktet Kalanchoe och familjen fetbladsväxter. Inga underarter finns listade i Catalogue of Life.